# Skiadás
Skiadás är en ort i Grekland.   Den ligger i prefekturen Nomós Prevézis och regionen Epirus, i den centrala delen av landet, 300 km nordväst om huvudstaden Aten. Skiadás ligger 987 meter över havet och antalet invånare är 169.
Terrängen runt Skiadás är varierad. Skiadás ligger uppe på en höjd. Runt Skiadás är det ganska glesbefolkat, med 27 invånare per kvadratkilometer. Närmaste större samhälle är Filippiáda, 18,3 km sydost om Skiadás. 